# Canoa

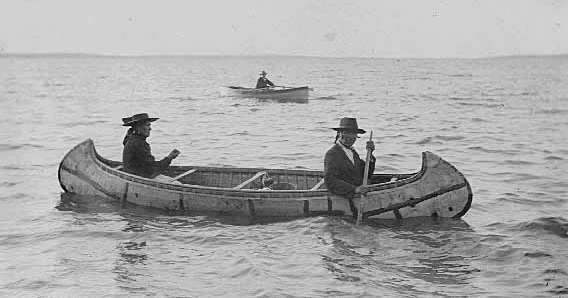
Canoa amerinda in corteccia di betulla, 1910

Una canoa è in generale un tipo di appoggio natante mosso da una pagaia, cioè uno strumento dotato di una parte tubolare (fusto o manico o anche tubo) e da una o due pale che, immerse nell'acqua, costituiscono il punto di appoggio per la propulsione del mezzo, il quale avviene senza vincoli meccanici tra la pagaia e il mezzo. La pagaia infatti, a differenza dei remi, non è collegata alla imbarcazione attraverso un punto di perno (lo scalmo), la trasmissione dell'energia cinetica alla canoa avviene perciò attraverso i punti di appoggio del canoista ed è affidata principalmente alla forza della parte superiore del corpo, attraverso una catena muscolare/cinetica che parte dalla presa della pagaia con le mani. In senso più specifico si usa il termine canoa per indicare la sola canoa di tipo canadese.

## Etimologia
La parola è di origine caribica: nella lingua dei Taino si chiamava canaua ed è entrata nell'italiano attraverso lo spagnolo canoa.

## Caratteristiche

### Accezione generica
In questo senso quindi fanno parte delle canoe sia i kayak nei vari sottotipi (da fiume, da mare, da turismo, olimpico, da gioco, da polo, sit-on-top ecc.), sia le canoe di tipo canadese, sia le piroghe, le canoe polinesiane, le dragon boat e molti altri tipi in uso da millenni presso i popoli di molte regioni del mondo, dall'Artico all'Asia del sud al Pacifico e all'America. In alcuni casi la propulsione può essere aiutata anche da una vela.

### Canoe canadesi
Ciò che caratterizza e definisce una canadese rispetto a tutte le altre imbarcazioni, è l'uso della pagaia ad una sola pala e la posizione in ginocchio; la progressione avviene grazie a diverse tecniche di conduzione, basate su colpi di propulsione e governo. Fra i vari stili di pagaiata troviamo il j-stroke, il Canadese, il North Woods, l'Indiano o da Caccia.
La posizione in canoa può essere presa in vari modi, in base alla tecnica utilizzata, se si è in solitaria o in tandem o semplicemente se si vuole passare da una all'altra posizione per riposarsi. La posizione in ginocchio offre il miglior controllo dell'imbarcazione.
La canoa canadese comprende canoe aperte e canoe chiuse.
Le canadesi originarie, usate dagli indiani del Nordamerica, sono generalmente aperte, e destinate all'uso in grandi fiumi e laghi ma con possibilità limitate di affrontare acque mosse o marine, proprio in quanto aperte. Per questo motivo, le imbarcazioni utilizzate per discese impegnative montano al proprio interno sacche (palloni) in sintetico legate tramite cordini al bordo della canoa (gunwale), per impedire l'entrata eccessiva di acqua, la si rende inaffondabile e insieme al sistema di imbragatura per le ginocchia consente manovre come l'eskimo. Come caratteristica hanno buona stabilità e ottime capacità di carico, con la possibilità di trasportare più passeggeri. Esistono canadesi anche da 15-20 posti (Dragonboat).
Un altro tipo di canadese, usato soprattutto in competizioni su fiumi, è invece chiuso con pozzetto e paraspruzzi simili a quelli dei kayak, ma il pagaiatore è in ginocchio: questa posizione permette di utilizzare durante la pagaiata i potenti muscoli della zona dorsale e addominale ed effettuare pagaiate più ampie e potenti. La propulsione è affidata alla pagaia a pala singola.

#### C1
La C1 (canadese monoposto) utilizza una pagaia singola per la propulsione e una posizione inginocchiata dell'unico canoista.

#### C1 slalom
Utilizzata nelle competizioni di canoa slalom e di forma ottimizzata per avere il corretto rapporto tra manovrabilità, velocità e stabilità. Il canoista è inginocchiato e per una miglior aderenza con l'imbarcazione utilizza dell'espanso (o altro materiale) sagomato su misura. Nelle imbarcazioni da gara si impiegano anche fibra di carbonio e kevlar, per la resistenza e la leggerezza.

## Galleria d'immagini

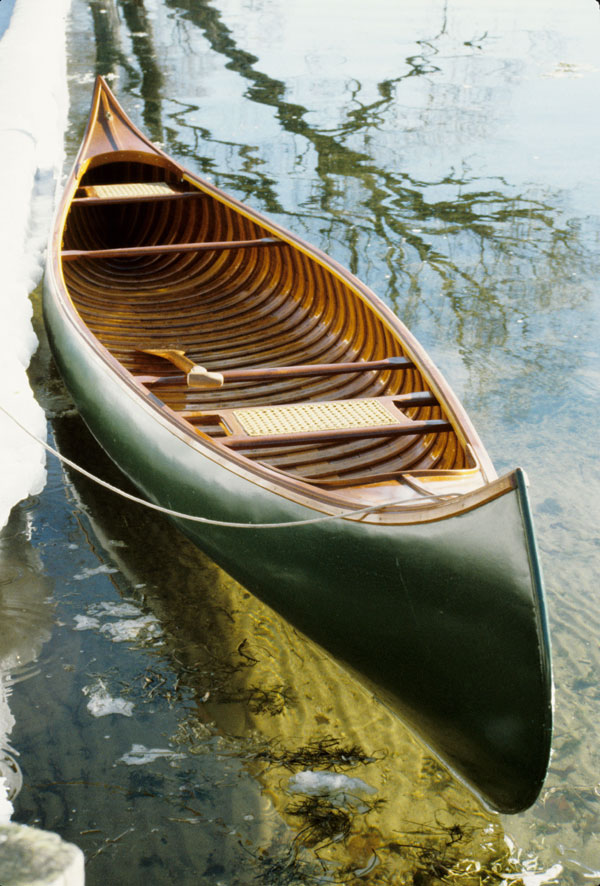
Una canoa in legno e tela della BN Morris Canoe Company costruita intorno al 1912.
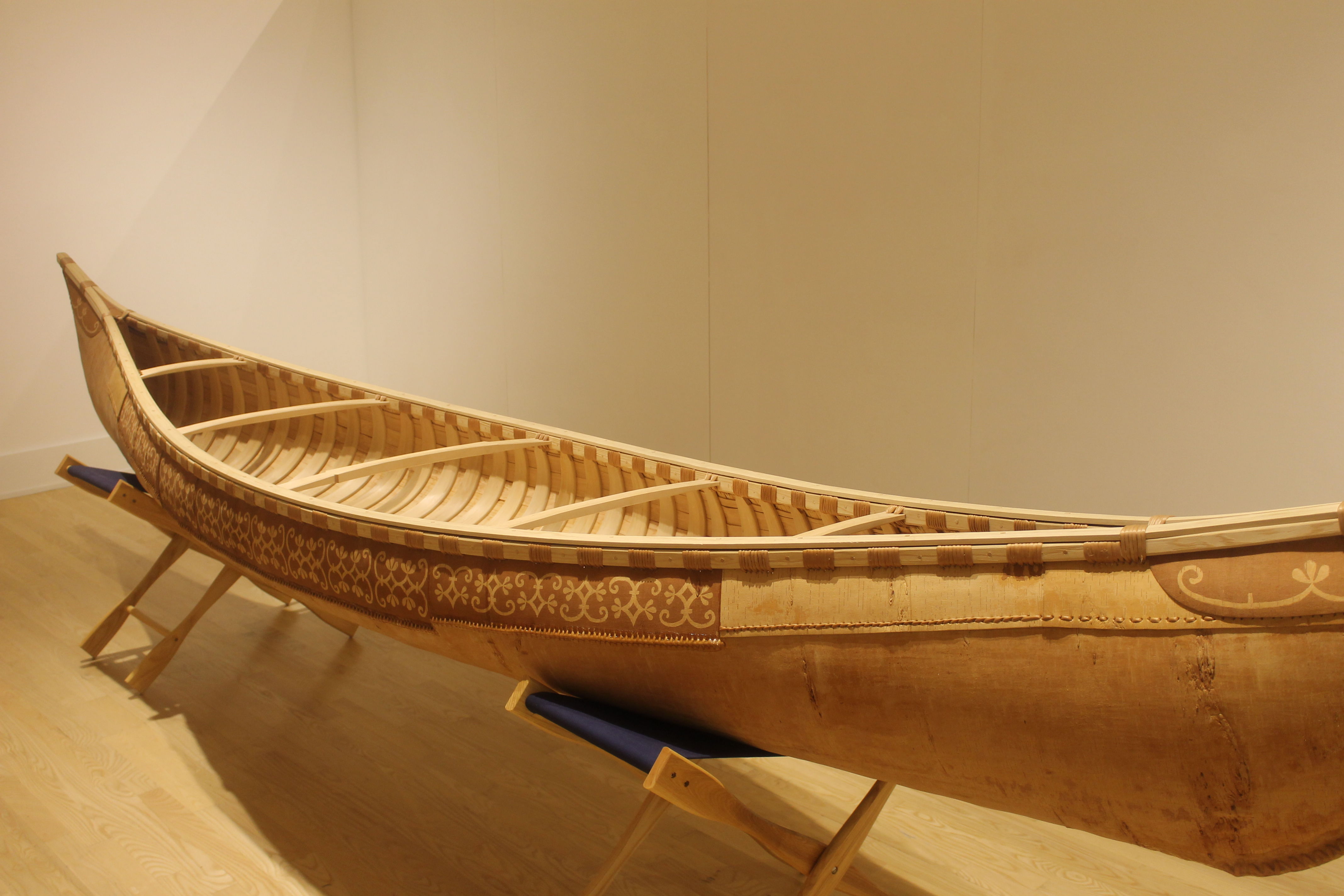
Canoa di corteccia di betulla all'Abbe Museum di Bar Harbor, Maine.
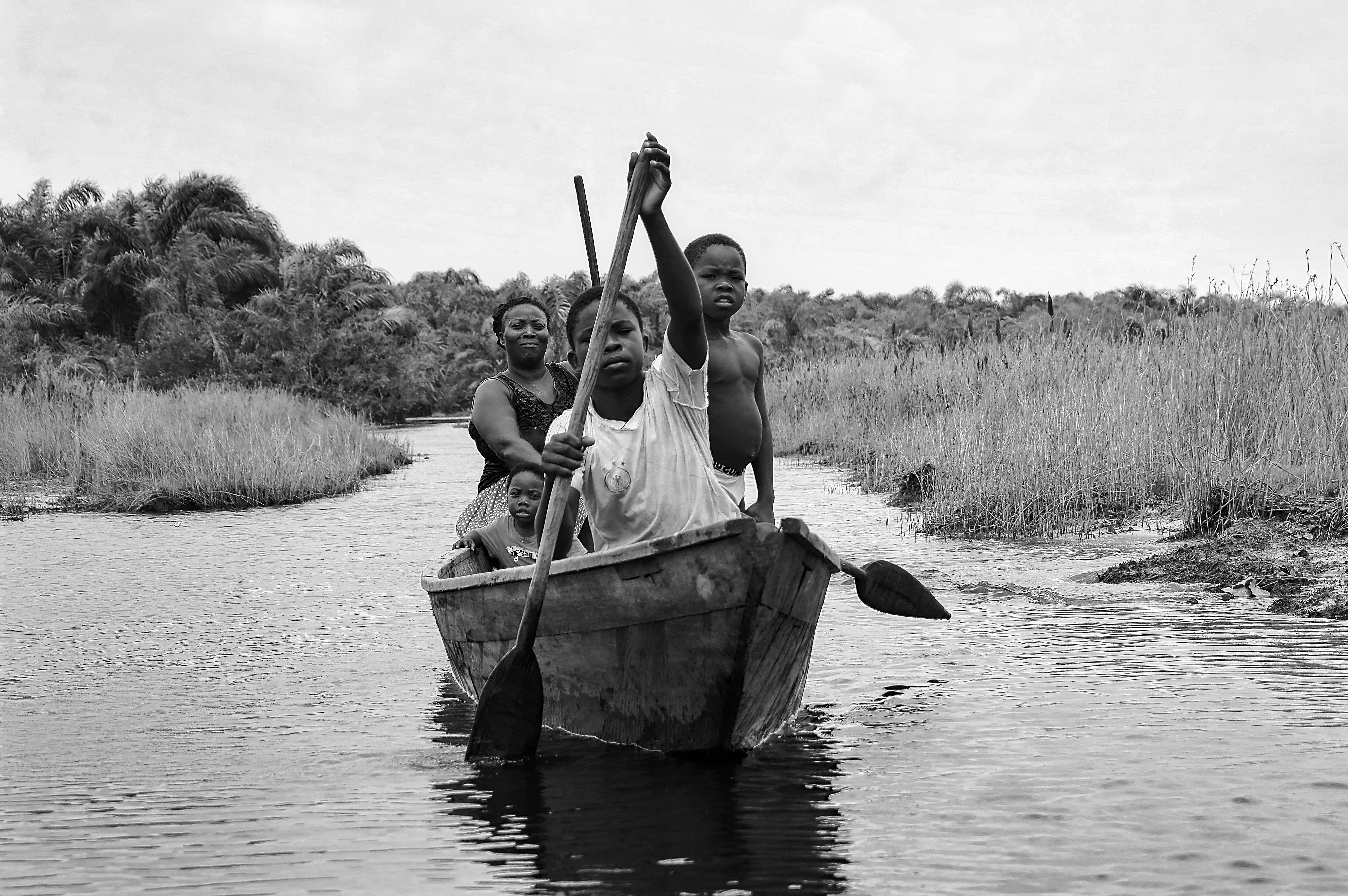
Una famiglia in canoa nella regione occidentale del Ghana.
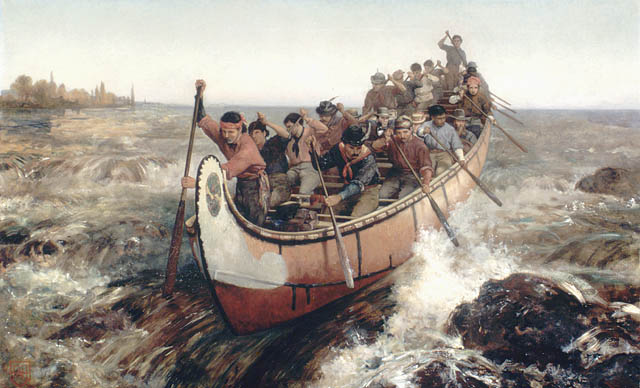
Frances Anne Hopkins: Shooting the Rapids (Quebec), 1879.
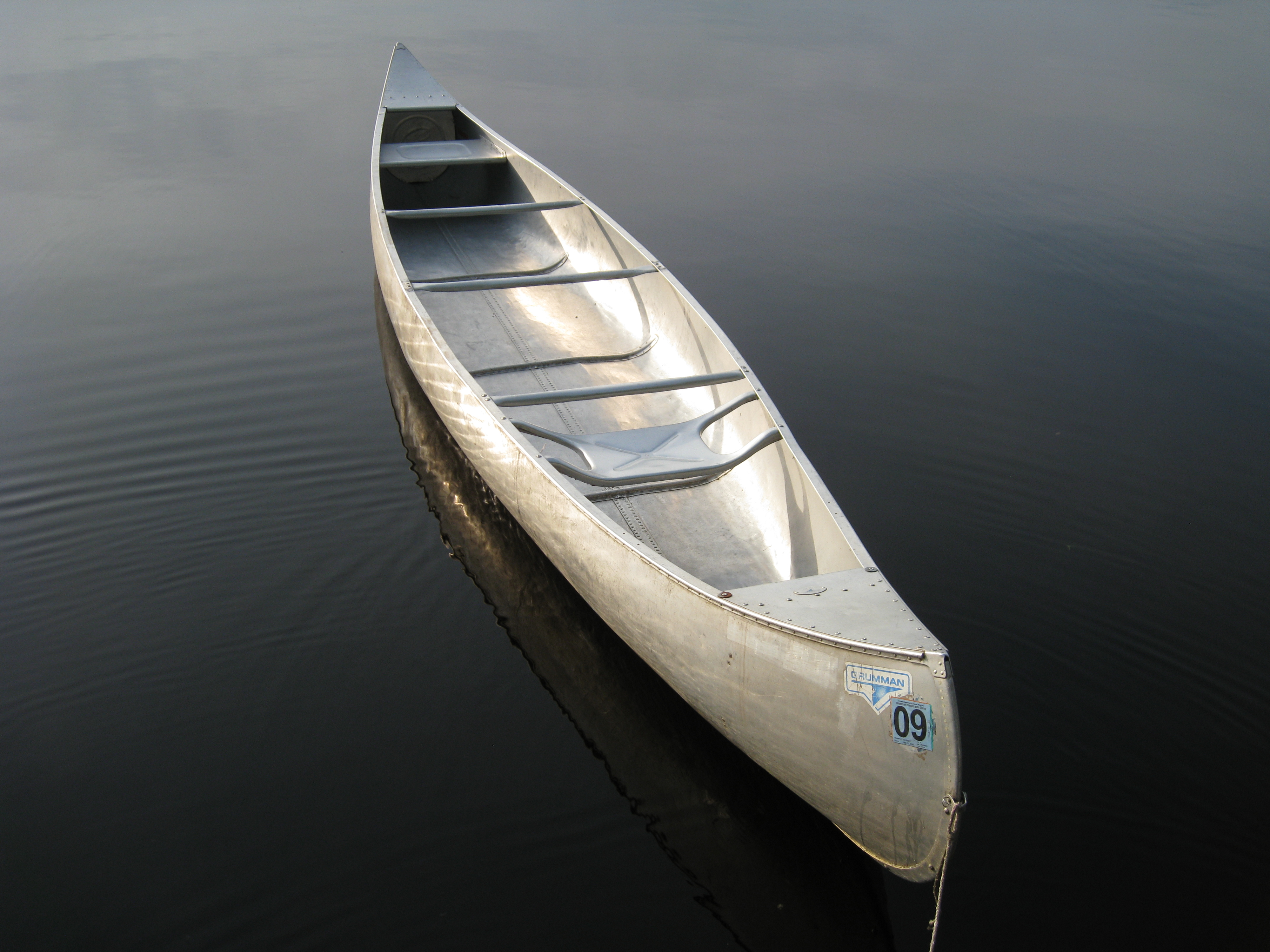
Canoa in alluminio.
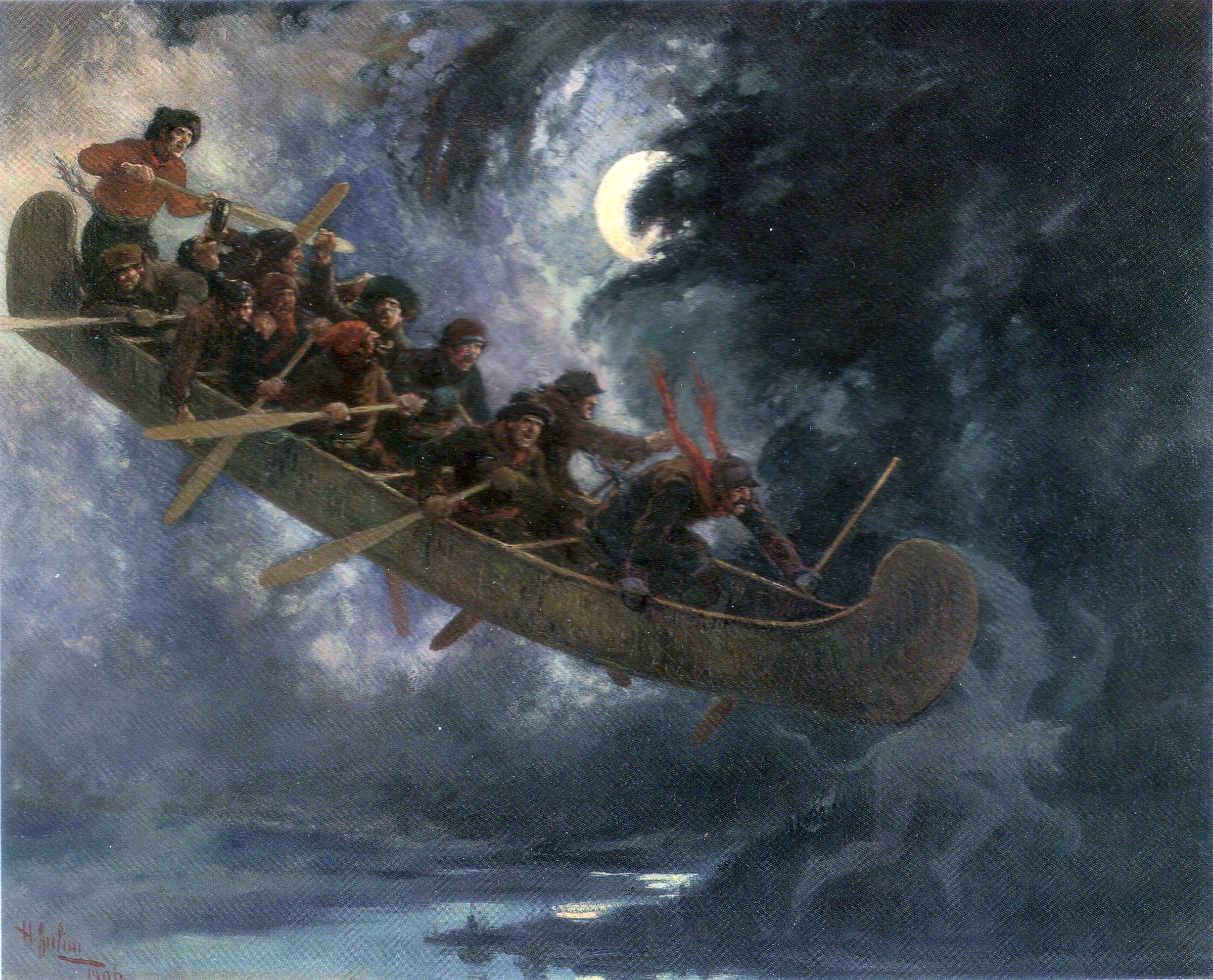
Henri Julien: La Chasse-galerie, dipinto a olio 1906
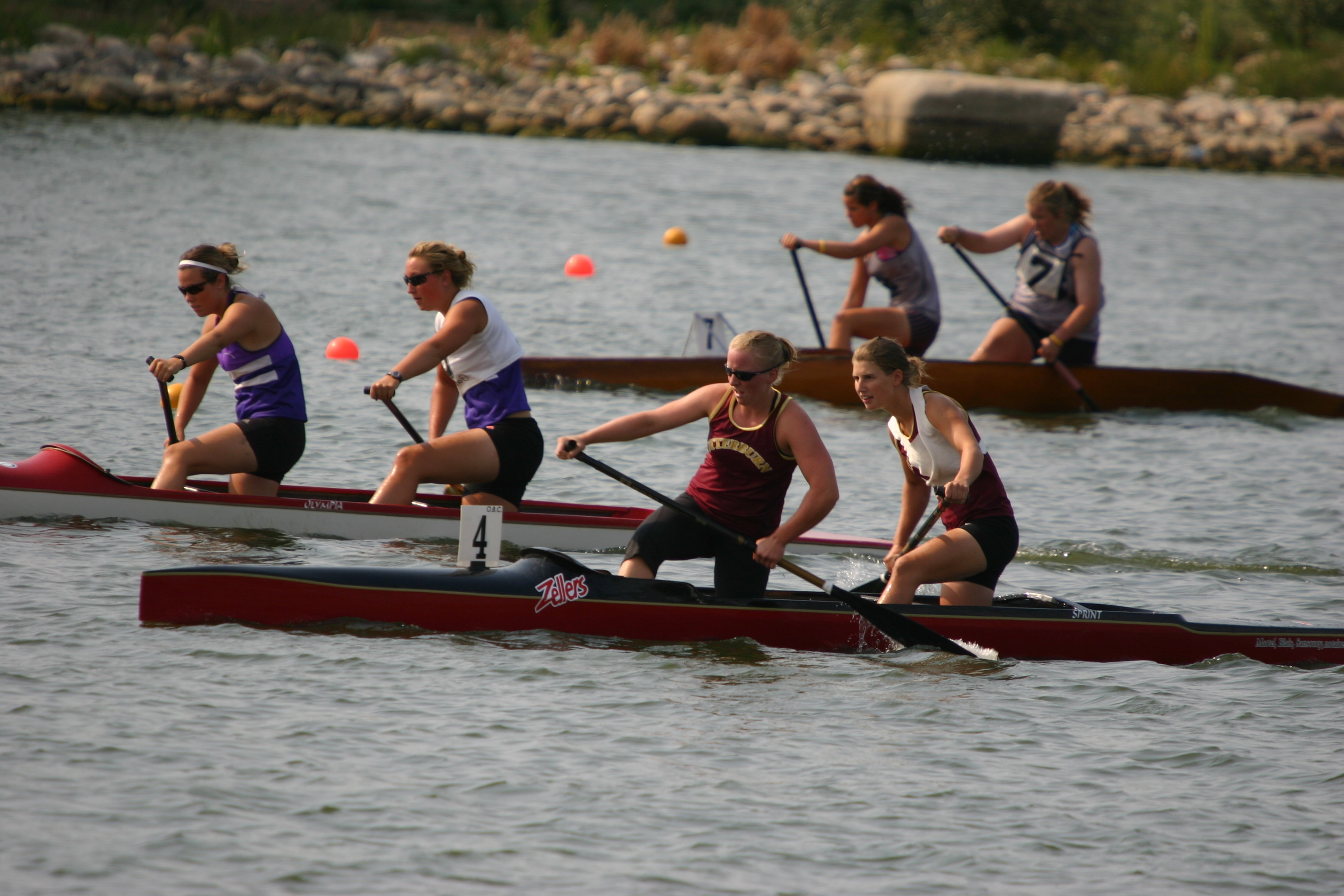
C2 femminile.
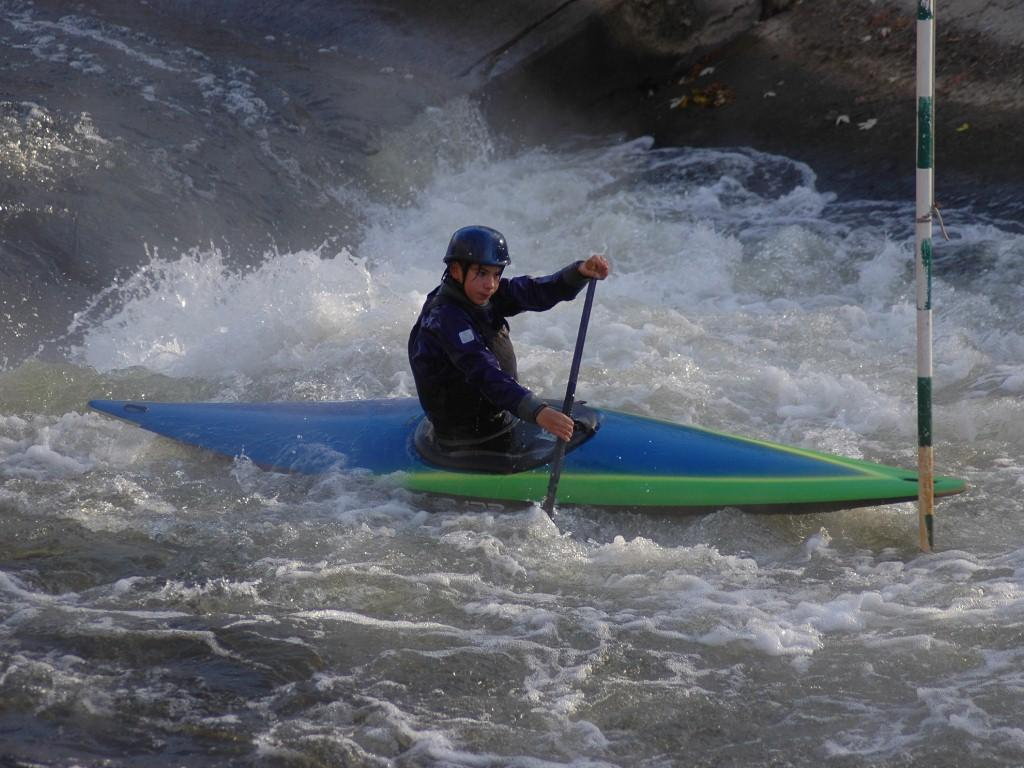
Canoa da slalom in acque bianche.
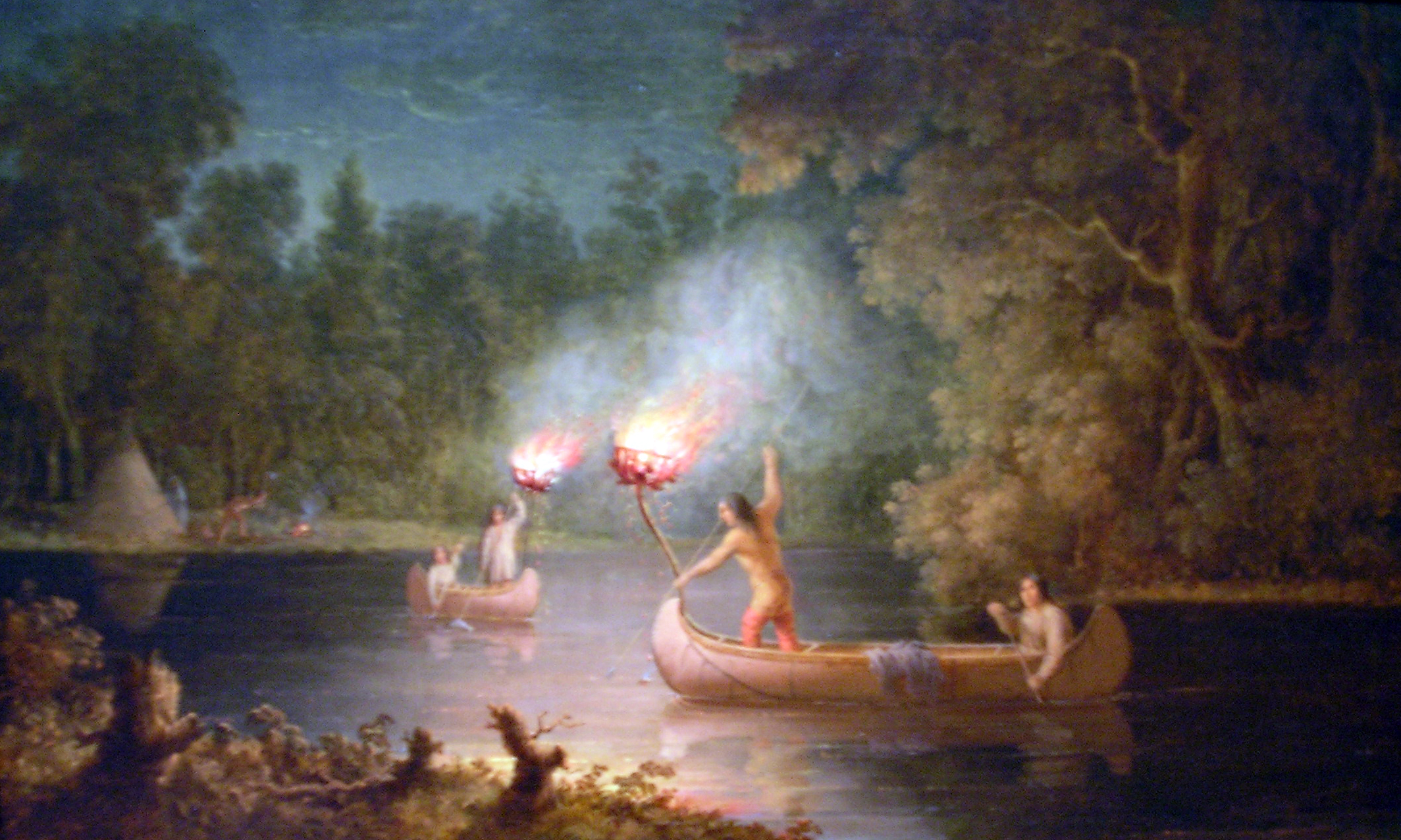
Paul Kane (1810–1871): Spearing Salmon By Torchlight, pittura a olio
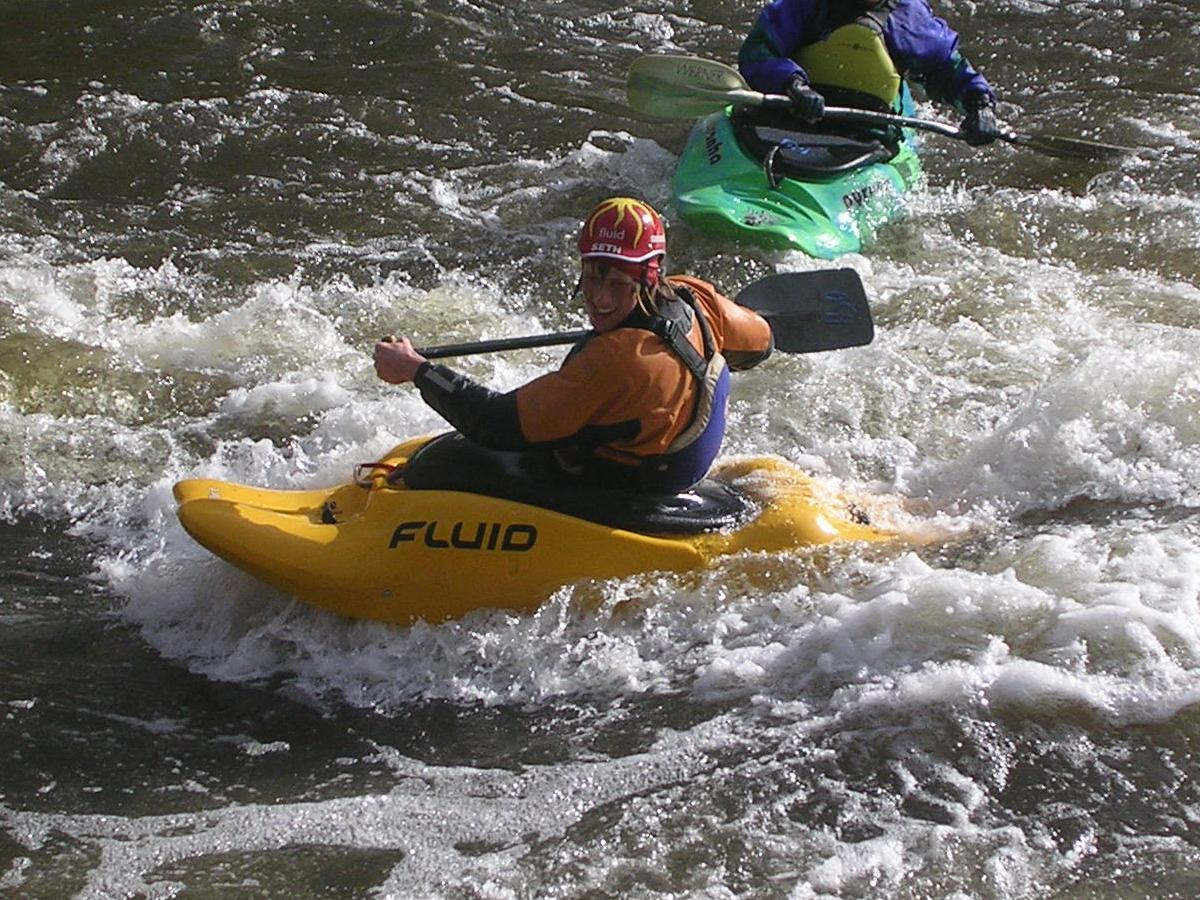
Canoa C1 da freestyle, anche conosciuto come playboating.
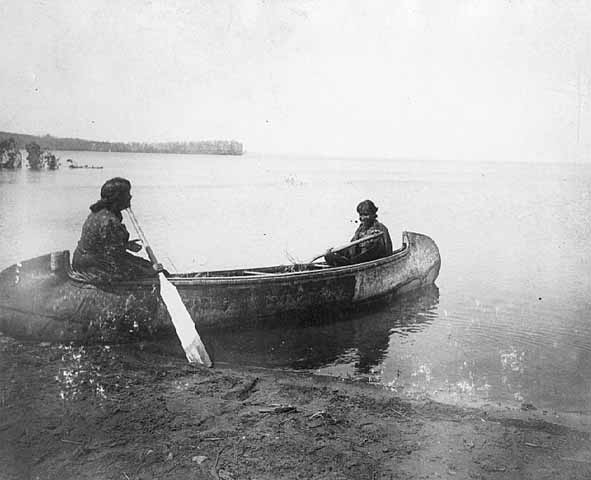
Donne Ojibwe in canoa sul lago Leech, Bromley 1896.
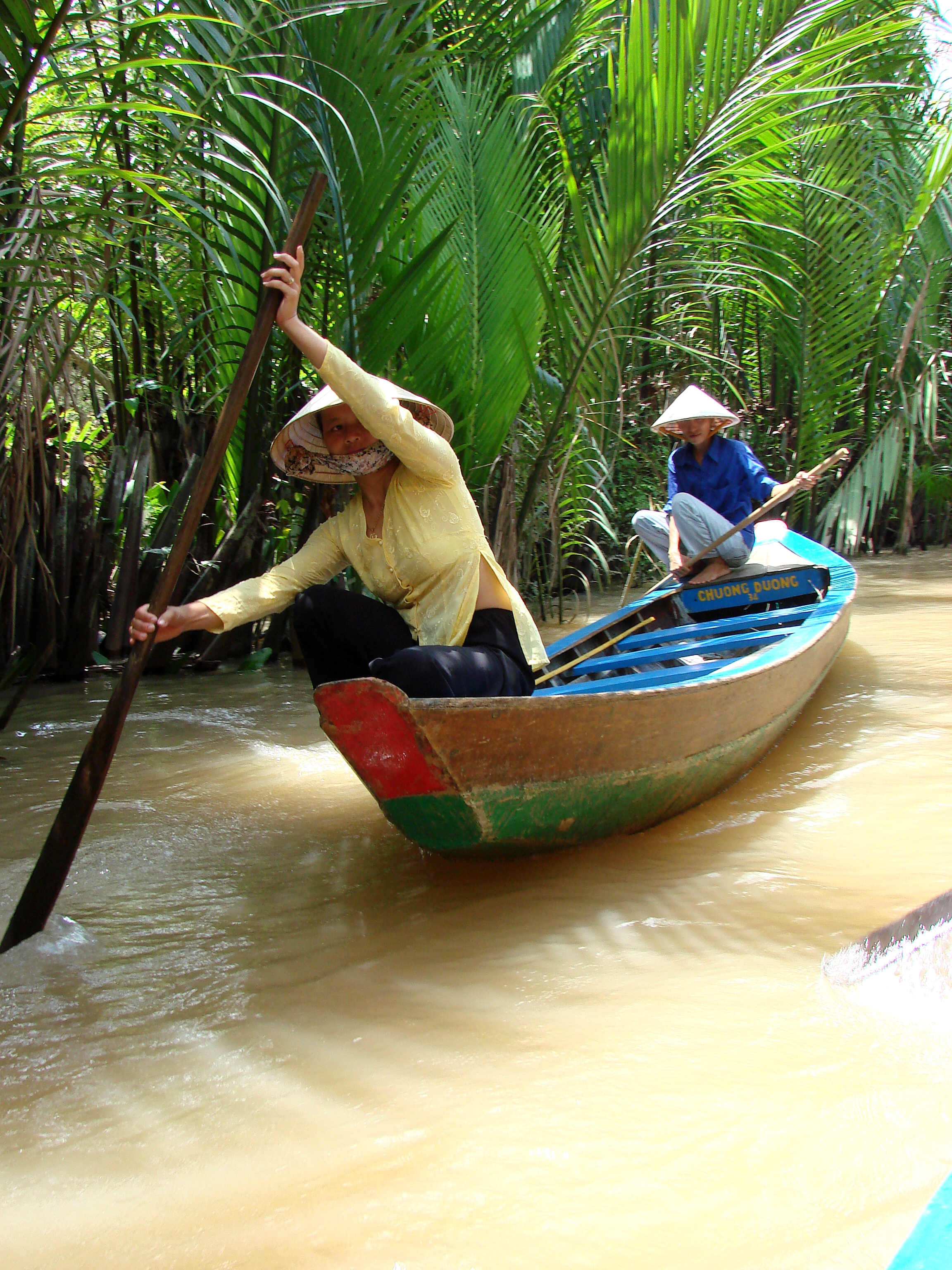
Canoa in Vietnam nel delta del Mekong, 2009.